# Alfrēds Rubiks
Alfrēds Rubiks (tiếng Nga: Альфре́д Петро́вич Ру́бикс, Al'fred Petrovich Rubiks; sinh ngày 24 tháng 9 năm 1935 ở Daugavpils) là một chính trị gia người Latvia. Ông là cựu Đảng viên của Đảng Cộng sản Latvia và hiện nay là Chủ tịch Đảng Xã hội chủ nghĩa Latvia. Ông cũng là Đại biểu Nghị viện châu Âu với tư cách là đại diện của Latvia và thành viên của Đảng Cánh tả Thống nhất châu Âu-Đảng Cánh tả Xanh Tây Bắc châu Âu.
Rubiks là chủ tịch của Ban chấp hành Xô Viết thành phố Riga từ năm 1984 đến năm 1990, có thể nói ông là thị trưởng theo chủ nghĩa Cộng sản cuối cùng của thành phố. Ông cũng là thành viên của Bộ chính trị Ban Chấp hành Trung ương Đảng Cộng sản Liên Xô từ tháng 7 năm 1990 cho đến khi nó bị giải tán vào ngày 24 tháng 8 năm 1991. Vào năm 1991, với tư cách là người đứng đầu Đảng Cộng sản Latvia, Rubiks phản đối việc Latvia tách khỏi Liên Xô và sau đó ông cũng tham gia vào một cuộc đảo chính bất thành, vì vậy Rubiks bị chính quyền tư sản Latvia bắt giam. Mặc dù bị giam trong tù, ông vẫn tham gia tranh cử Tổng thống vào năm 1996 và bị đối thủ Guntis Ulmanis đánh bại.
Đến năm 1997, Rubiks được chính quyền Latvia phóng thích vì có biểu hiện cải tạo tốt. Hai năm sau đó (1999) ông trở thành chủ tịch Đảng Xã hội chủ nghĩa Latvia và được bầu làm Đại biểu Nghị viện châu Âu vào năm 2009. Tuy nhiên, theo luật Latvia hiện hành, Rubiks vẫn bị cấm tham gia tranh cử vào các chức vụ trong chính quyền vì ông từng là Đảng viên Đảng Cộng sản Latvia.